# Фроловський район
Фроловський район (рос. Фроловский район) — муніципальне утворення у Волгоградській області.
Розташований на території українського історичного та культурного краю Жовтий Клин.